# Барон Мюнхгаузен (фильм, 1961)
«Барон Мюнхгаузен» (чеш. Baron Prášil) — чехословацкий анимационно-игровой фантастический фильм 1961 года режиссёра Карела Земана, снятый по мотивам романа Готфрида Августа Бюргера и Рудольфа Эриха Распе «Приключения барона Мюнхгаузена». Режиссёр вводит в сюжет современника — космонавта Тоника, и таким образом в основе фильма лежит соперничество фантазий аристократа XVIII века и молодого учёного-технократа XX века.

## Сюжет
Молодой космонавт Тоник, высадившись на Луне, неожиданно встречает там персонажей Жюля Верна — Барбикена, капитана Николя и Мишеля Ардана из романов «С Земли на Луну» и «Вокруг Луны», а также Сирано де Бержерака и барона Мюнхгаузена. Все они принимают Тоника, одетого в скафандр, за лунного жителя. Мюнхгаузен решает показать «лунному человеку» Землю и везёт его туда на воздушном корабле, запряжённом крылатыми конями. Они приземляются в Османской империи XVIII века, в Константинополе, и решают для начала освободить из гарема прекрасную пленницу султана, венецианскую принцессу Бьянку де Кастелло-Негро. Далее всех троих ждут новые невероятные приключения, такие как победа над турецким флотом весьма необычным способом, кругосветное путешествие в желудке гигантской рыбы и прекращение войны между враждующими государствами без единого выстрела.

## В ролях
- Милош Копецкий — барон Мюнхгаузен
- Рудольф Елинек — Тоник
- Яна Брейхова — принцесса Бьянка
- Ян Верих — голландский капитан
- Карел Хёгер — Сирано де Бержерак
- Эдуард Когоут — генерал Эллемеле

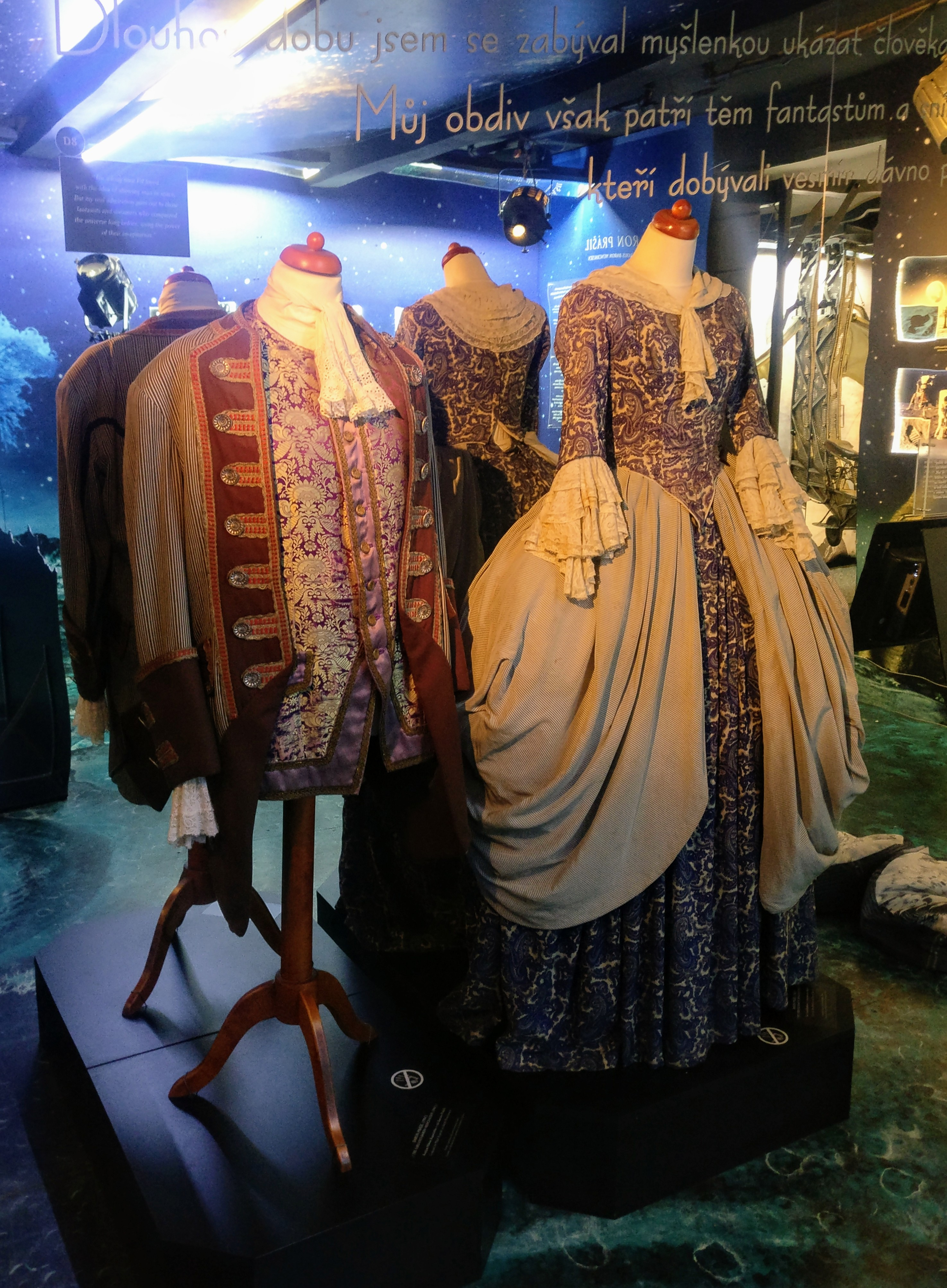
Костюмы Милоша Копецкого и Яны Брейховой

- Рудольф Грушинский — турецкий султан
- Богуслав Загорский — адмирал
- Карел Эффа — офицер гарнизона крепости
- Йозеф Глиномаз — гарпунщик, потерпевший кораблекрушение
- Ричард Загорский — Барбикен
- Зденек Годр — капитан Николь
- Отто Шиманек — Мишель Ардан
- Мирослав Гомола — первый шахматист
- Витезслав Черны — второй шахматист
- Милослав Голуб — командир вражеского войска
- Франтишек Шлегр — испанский моряк
- Вацлав Трегль — матрос
- Ян Либичек — главный евнух Хаджи-Бабан (имя упомянуто только в расширенной версии фильма)
- Надежда Блажичкова — танцовщица из гарема
- Антонин Соукуп — солдат в крепости
- Ладислав Гжела — моряк на голландском корабле
- Ярослав Пижла — моряк[3]

## Съёмочная группа
- Авторы сценария: Карел Земан, Иржи Брдечка (закадровый текст), Йозеф Кайнар (диалоги)
- Режиссёр-постановщик: Карел Земан
- Оператор-постановщик: Иржи Тарантик
- Операторы комбинированных съёмок: Иржи Тарантик, Богуслав Пикхарт
- Художник-постановщик: Зденек Розкопал
- Художник-декоратор: Фердинанд Мартинашек
- Художники по костюмам: Лида Новотна, Мирослава Шмидова
- Аниматоры: Арношт Купчик, Франтишек Крчмарж, Индржих Лишка
- Вторые режиссёры: Зденек Розкопал, Ян Мимра
- Звукооператор: Франтишек Штрангмюллер
- Композитор: Зденек Лишка
- Симфонический оркестр кинематографии
  - Дирижёр: Франтишек Белфин
- Хореограф: Иржи Немечек
- Монтажёр: Вера Кутилова
- Продюсер: Йозеф Оузки[4][5]

## Производство и художественные особенности
Фильм выполнен в традиционной для Земана технике, сочетающей игру актёров с различными видами анимации; при этом визуальный ряд стилизован под классические иллюстрации Гюстава Доре к «Приключениям барона Мюнхгаузена». Большая часть фильма снималась на чёрно-белую плёнку, которая затем была тонирована в разные цвета. Цвет в фильме отсылает к немому кино: так, тёмно-синий фильтр вызывает ассоциации с холодом лунного пейзажа, тогда как жёлтый — с теплом Востока. Изменения цвета могут быть вызваны эмоциями персонажей, способствовать внутреннему напряжению повествования или вызывать шутки. 
Сам режиссёр так рассказывал о своём замысле:

Я хотел запечатлеть сюрреалистический мир барона Мюнхгаузена. Я хотел, чтобы эта романтическая фантазия вырвалась за пределы обыденной реальности. Поэтому я использовал образы, напоминающие гравюры того периода. В то же время я решил обращаться с цветом, как художник с холстом. Я использовал его только тогда, когда это было необходимо. 
Советский киновед Сергей Асенин приводит воспоминания актёра Милоша Копецкого о съёмках:

В подводной сцене, например, я сидел на коне как бы погружённый в морские глубины, однако у меня не было ни малейшего представления, как будут выглядеть мои партнёры. И тем не менее я играл с морскими животными, встречался с русалками, благодарил рыбу за то, что она принесла мне плащ. Все это на самом деле происходило в пустом кинопавильоне, где находился я, а за мной — белое полотно. Я не мог представить себе, как будет выглядеть эта сцена в окончательном варианте, когда она будет дополнена трюковой частью.
Из-за технической сложности съёмок Земан написал два отдельных подробных сценария для двух съёмочных групп, одна из которых базировалась в Праге, а другая — в Готвальдове. Для съёмок режиссёр нанял лошадей из расположенного недалеко от студии конного клуба, который был настолько беден, а конюшня настолько ветхой, что Земан на деньги, вырученные от проката «Барона Мюнхгаузена», помог провести ремонт. В дальнейшем, при съёмках последующих фильмов, режиссёр также сотрудничал с этим клубом. В сцене конной погони приняла участие 15-летняя дочь Земана Людмила, которая была дублёром Яны Брейховой. Съемки начались 1 сентября 1959 года и закончились 17 декабря 1961 года. 
Фильм стал дебютом в кино актёра Яна Либичека. Его персонаж (великий евнух) появляется в кадре всего на несколько секунд в сцене с турецким флотом.
Имя Яна Вериха, сыгравшего в фильме голландского капитана, отсутствовало на афишах. Как утверждал актёр, на эту эпизодическую роль он согласился из-за симпатии к режиссёру.

### Саундтрек
Музыку к фильму написал Зденек Лишка, к этому времени уже давно сотрудничающий с Земаном. Саундтрек Лишки играет важную роль в фильме и является не просто аккомпанентом, призванным усилить эмоции зрителя, а действует как настоящий звуковой дизайн; в нём имеется большое количество звуковых эффектов (щёлканье оружия, механизм парохода, который пытается построить Тоник), семантических элементов (мотив любви, сыгранный принцессой на мандолине, затем насвистываемый Тоником, а позже сыгранный им же на гонге) и шуток (турецкий язык, используемый Мюнхгаузеном).

## Премьера
Мировая премьера «Барона Мюнхгаузена» состоялась в июле 1962 года на Международном кинофестивале в Локарно, где он получил главный приз — Серебряный парус — за технические и поэтические творческие находки. 21 сентября 1962 года фильм вышел в чехословацких кинотеатрах. В американском прокате фильм шёл в 1964 году под названием «Легендарный барон Мюнхгаузен» (англ. The Fabulous Baron Munchausen). Премьера в СССР состоялась 11 февраля 1963 года.

## Русский дубляж
Фильм дублирован на киностудии «Союзмультфильм» в 1962 году. Режиссёр дубляжа Георгий Калитиевский, звукооператор Борис Фильчиков.

### Роли дублировали
- Владимир Кенигсон — барон Мюнхгаузен
- Олег Голубицкий — Тоник
- Антонина Кончакова — принцесса Бьянка
- Владимир Емельянов — голландский капитан
- Алексей Глазырин — Сирано де Бержерак
- Семён Самодур — генерал Эллемеле

## Награды
- 1962 — XV Международный кинофестиваль в Локарно: Серебряный парус
- 1962 — VI Лондонский кинофестиваль: Почётный диплом
- 1962 — III Международный конкурс на соискание технической кинопремии на сессии V Международного конгресса УНИАТЕК в Москве: I премия
- 1962 — V Международный кинофестиваль в Акапулько: Золотая голова Паленке
- 1962 — XIII фестиваль рабочего кино, Чехословакия (25 городов): Индивидуальные премии режиссёру Карелу Земану и композитору Зденеку Лишке
- 1962 — IV Фестиваль чешских и словацких фильмов в Кошице: Почётное упоминание дирекции фестиваля
- 1962 — Венская международная кинонеделя: Почетный диплом Международной федерации кинопрессы
- 1963 — III Бостонский международный кинофестиваль: Серебряная чаша Пола Ревира
- 1963 — VIII Международный фестиваль комедийных фильмов в Бордигере: Золотая пальмовая ветвь
- 1964 — IV фестиваль молодёжных фильмов в Каннах: Главный международный приз в категории полнометражных фильмов[19][24][25]

## Отзывы критиков
Говард Томпсон из The New York Times охарактеризовал «Барона Мюнхгаузена» как «восхитительное чудачество с задорным, интригующим музыкальным сопровождением», а писатель Харлан Эллисон назвал его «очаровательным и милым чешским фэнтези 1961 года, наполненным сумасшедшими спецэффектами».
Сезар Сантос Фонтенла из испанской газеты Triunfo назвал фильм «шедевром» и добавил: «Этот фильм, несомненно, представляет собой самый захватывающий на данный момент эксперимент в анимации и сочетании различных техник… Влияние Мельеса присутствует на протяжении всего фильма, который достигает того же поэтического уровня, что и работы этого мастера». Киноблог газеты Le Monde назвал технику Земана «идеально подходящей» к рассказам о бароне Мюнхгаузене, а результат охарактеризовал как «наделенный великолепным чувством юмора и очень изобретательный». Историк кино Питер Хеймс охарактеризовал «Барона Мюнхгаузена» как «возможно, лучший фильм [Земана]».
Польский критик Иоанна Гузе в журнале «Film» похвалила Земана за чувство стиля Гюстава Доре, но поставила под сомнение смысл сопоставления барона XVIII века с современным космонавтом и посчитала, что предыдущий фильм Земана «Тайна острова Бэк-Кап» был намного лучше с точки зрения сюжета.

## Реставрация
В 2016 году фильм был полностью отреставрирован. Цифровая реставрация велась совместно фондом «Nadace české bijáky», Музеем Карела Земана и Чешским телевидением в рамках проекта «Очищаем мир фантазии» (чеш. Čistíme svět fantazie) при поддержке Министерства культуры. Куратором реставрации была дочь режиссёра, Людмила Земанова. Премьера отреставрированной версии состоялась 27 мая 2016 года на фестивале детского и молодёжного кино в Злине. В ноябре 2016 года «Барон Мюнхгаузен» вышел в Чехии на дисках Blu-ray. Также реставрированная версия фильма была издана в Великобритании компанией Second Run DVD и в США — компанией Criterion Collection в составе сборника «Three Fantactic Journeys by Karel Zeman», в комплекте с фильмами «Путешествие к началу времён» и «Тайна острова Бэк-Кап».
Британский журнал Home Cinema Choice признал «Барона Мюнхгаузена» лучшим отреставрированным фильмом 2017 года, обойдя такие фильмы, как «Нечто», «Плата за страх» и «Малхолланд Драйв».

## Влияние
По словам Терри Гиллиама, фильм Земана оказал на него влияние при создании его собственной киноверсии похождений Мюнхгаузена.

 — <…> Что привлекло ваше внимание к побасенкам барона?
 — Думаю, первым толчком послужил кадр из фильма Карела Земана «Мюнхгаузен», который я заметил в программе Национального кинотеатра. Из картинки было понятно, что в фильме актеры играют на фоне рисованных декораций, и потом в какой-то момент я посмотрел фильм. 

Помню, когда я делал «Барона Мюнхгаузена», я увидел в каталоге [Британского института кино] кадр из «Барона Мюнхгаузена» Карела Земана и сказал: «Ух ты, что это?», а потом посмотрел фильм и сказал: «Ух ты, это здорово», потому что он сделал то, что я все ещё пытаюсь сделать, а именно, попытался объединить живое действие с анимацией. Его фоны в стиле Доре были замечательными. Фильм передал настоящий дух персонажа.
Оригинальный текст (англ.)I remember when I was doing "Baron Munchausen" seeing a picture in a [British Film Institute] catalogue from Karel Zeman's "Baron Munchausen" and saying, "Wow, what is this?" and eventually seeing the film, and saying, "Wow, that's great," because he did what I'm still trying to do, which is to try and combine live action with animation. His Doré-esque backgrounds were wonderful. The film captured the real spirit of the character. 

## Версии фильма
Помимо основной версии фильма, существует более длинная, которая выпускалась только на видеокассетах и иногда показывалась по чешскому телевидению. В этой версии присутствуют примерно 27 дополнительных коротких сцен общей продолжительностью в 6 минут.

### Примеры вырезанных сцен
- Когда барон и Тоник подлетают к Земле, они видят разные летательные изобретения. Тоник говорит, что это вызывает больше восхищения, чем ведьма на метле (которую они видели перед этим). Барон отвечает, что у каждого свои вкусы.
- Когда турецкий флот окружает голландский корабль, барон представляет зрителям двух турецких адмиралов: командующего левым флангом хранителя султанских сокровищ Абдул-Хасана и командующего правым флангом главного евнуха Хаджи-Бабана.
- После перепалки с генералом Эллемеле по поводу победы над врагом, одержанной без единого выстрела, барон размышляет о Тонике, к которому прежде относился свысока, понимает, что в действительности тот очень похож на него самого, и таким образом внутренне примиряется со своим «соперником»[15].